# 노동자와 여성 콜호스 대원
노동자와 여성 콜호스 대원(러시아어: Рабочий и колхозница)은 머리 위로 낫과 망치를 들고 있는 두 남녀를 묘사한 소련의 청동상이다. 1937년 파리에서 열린 세계 박람회의 소련관을 장식하기 위한 용도로 보리스 요판이 기획 설계하여 베라 무키나가 제작하였다. 높이는 24.5m에 달한다.
박람회가 폐막한 뒤로는 모스크바로 이전되어 현재까지 보존되고 있다. 아르데코 양식의 사회주의적 사실주의에 입각한 작품으로, 노동자는 망치를 높이 들고 콜호스 (집단농장)에서 일하는 여성은 낫을 들면서 둘이 함께 망치와 낫을 이루고 있다.

## 역사
프랑스 파리에서 열린 1937년 세계 박람회의 소련관 건물 옥상을 장식하기 위해 제작된 동상이다. 당시 박람회 조직위원회 측은 센강 북쪽 기슭의 트로카데로 정원의 중앙광장을 건너 소련관과 나치 독일관을 서로 마주보게 하였다. 소련관 맞은편 독일관의 장식으로는 국가수리가 있었다.
동상 제작을 맡은 베라 무키나는 사전 연구 과정에서 고대 그리스의 하르모디우스와 아리스토게이톤의 조각상, 사모트라케의 니케상과 함께 프랑수아 뤼드의 파리 개선문 조각군인 <라 마르세예즈>로부터 영감을 얻었다. 여기에 사회주의적 사실주의로 비롯된 자신감을 기념물에 담아 구성하여 파리의 심장부에 우뚝 세우려는 의도를 담았다. 또 동상의 배치도 전시관 방향에 따라 서에서 동으로 설정한 것의 의미도 관객들에게 전하고자 하였다.

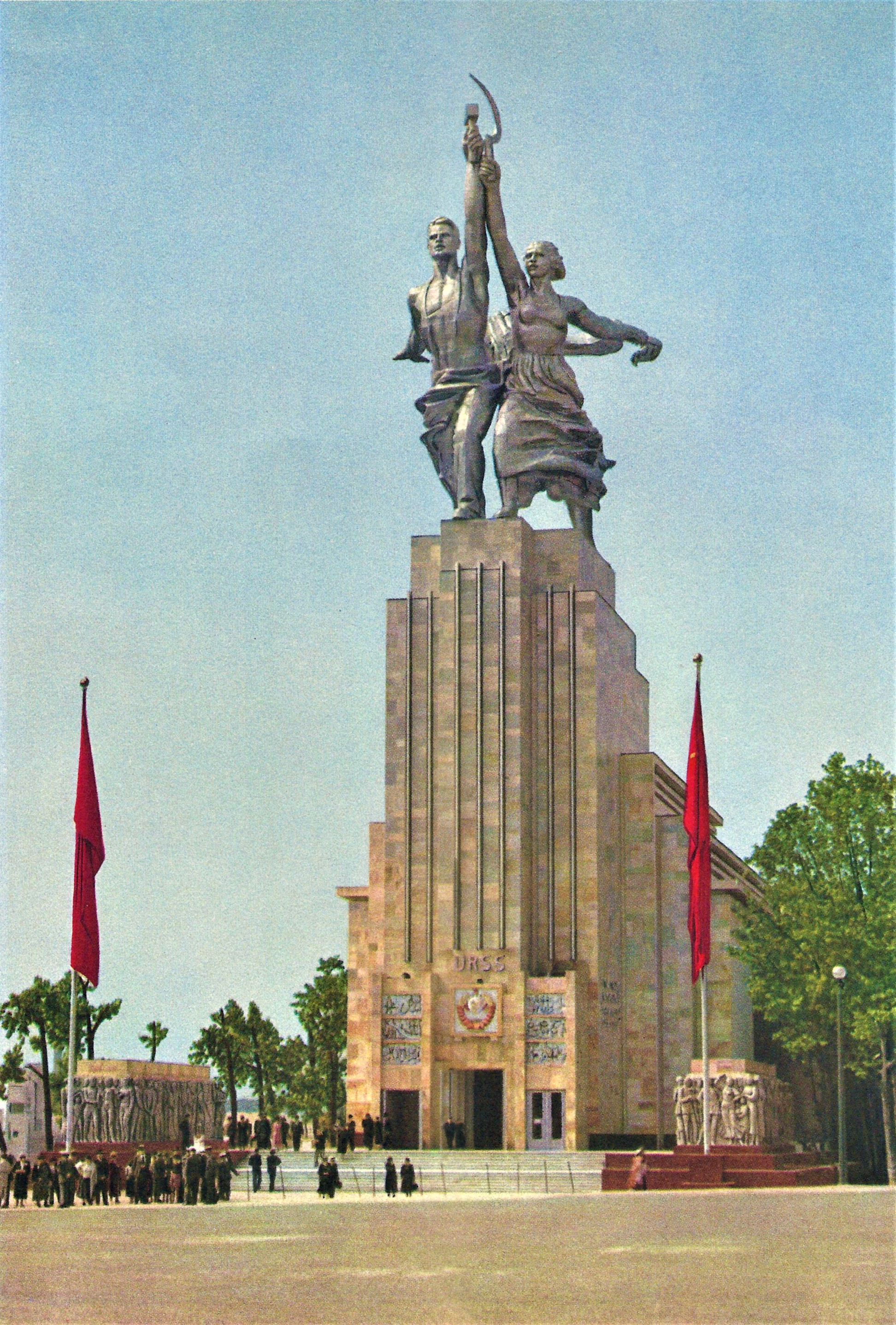
1937년 파리 세계 박람회의 소련관
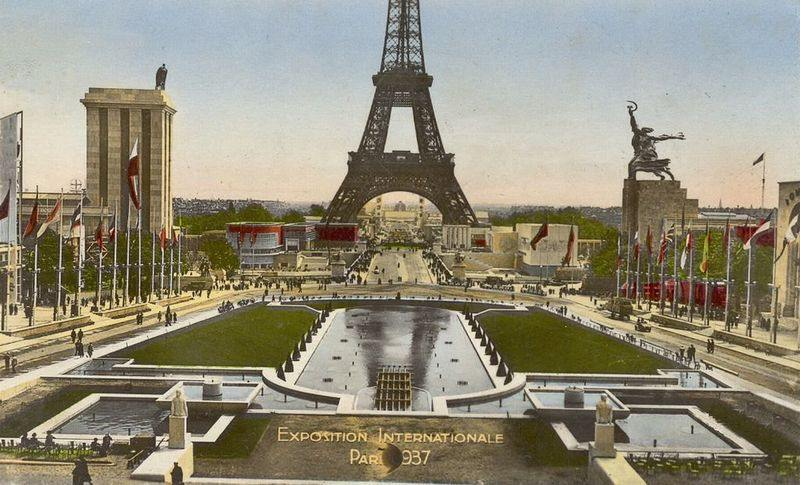
1937년 세계 박람회의 소련관 (우측)과 나치 독일관 (좌측)

무키나는 자신의 조각품이 "건축에 내재된 이상을 이어가기 위한 것이며 전체 구조상 분리될 수 없는 일부분이 될 동상"이라고 말했다. 그러나 박람회가 끝난 후 《노동자와 여성 콜호스 대원》은 소련 수도 모스크바로 이전 보존되었으며, 옛 러시아 박람회장 외곽에 배치되었다. 1941년에는 초대 스탈린상으로 선정되었으며 작가 무키나가 수상의 영예를 안았다.
2003년 가을 모스크바의 2010년 세계 박람회 유치에 즈음하여 복원을 위해 철거되었다. 이 과정에서 원래 계획은 2005년 원위치로 복구시킬 수 있다는 것이었으나 두 가지 요인으로 무산되었는데, 하나는 모스크바가 엑스포 유치에 실패하고, 예산 문제와 재설치 일정 지연이 두번째였다.

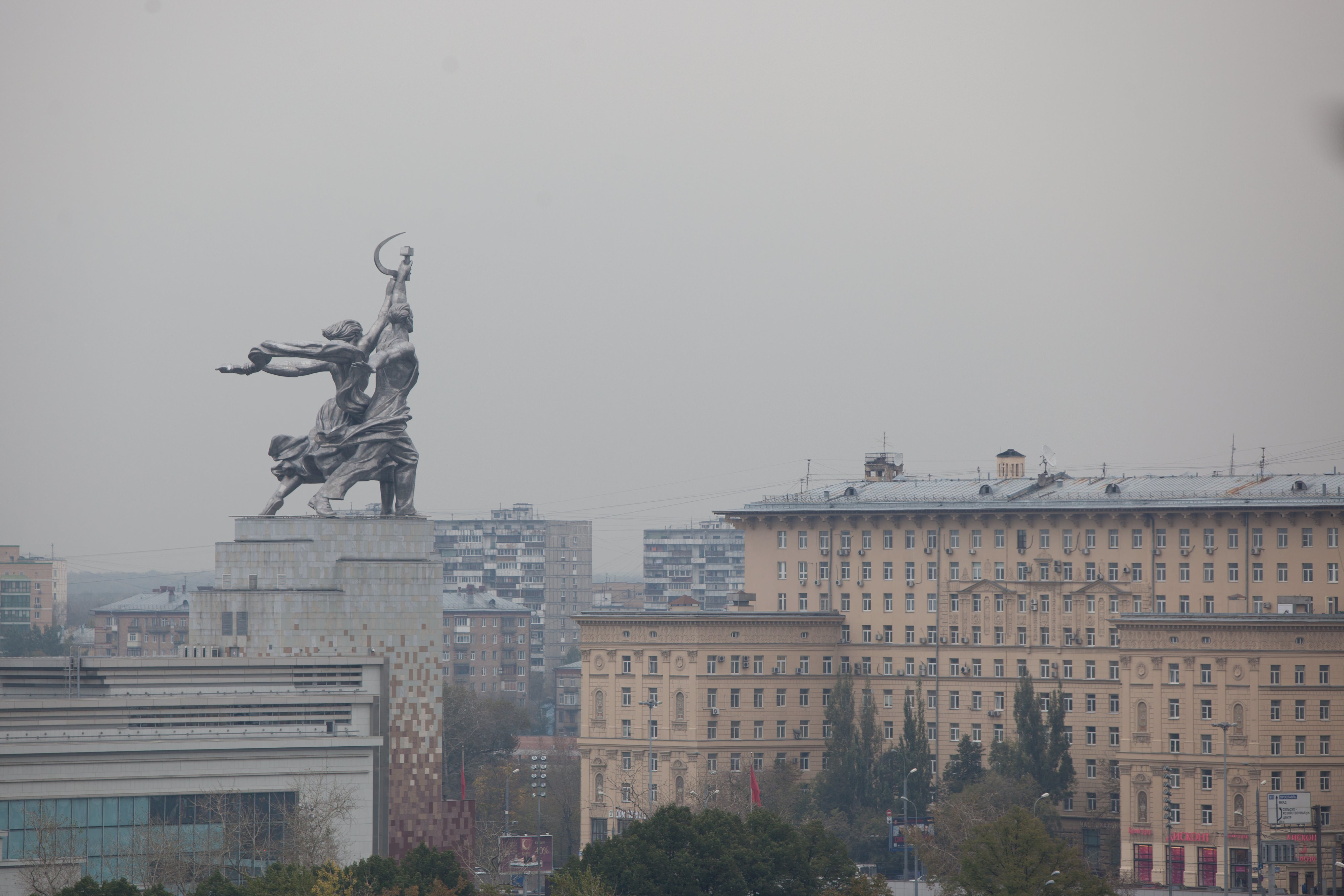
러시아 모스크바 국민경제달성박람회장 정문에 설치된 노동자와 여성 콜호스 대원상

그러나 6년간의 복원 작업을 거쳐 2009년 말 박람회장의 본래 위치로 되돌아왔다. 2009년 12월 4일 저녁 불꽃놀이와 조명 쇼와 함께 복원식이 거행되었다. 복원된 동상은 새 전시관을 받침대로 사용하여 전체 높이가 34.5m (기존 받침대 높이 10m)에서 60m (새 전시관 높이 34.5m + 동상 자체 높이 24.5m)로 늘어났다.

## 같이 보기
- 사회주의적 사실주의
- 세계에서 가장 큰 조각상 목록